# Saint-Léon-le-Grand (La Matapédia)
Pour les articles homonymes, voir Saint-Léon.
Saint-Léon-le-Grand est une municipalité de paroisse canadienne à vocations agricole et forestière de plus de 1 000 habitants située dans l'est du Québec dans la vallée de la Matapédia au Bas-Saint-Laurent.

## Toponymie
Le nom retenu pour la paroisse est Saint-Léon-le-Grand en l'honneur du curé Léon D'Auteuil d'Amqui qui fut le premier desservant de l'endroit. Dans la région, le nom de la municipalité est souvent abrégé simplement en « Saint-Léon ». Saint-Léon-le-Grand partage son toponyme avec une autre municipalité située en Mauricie dans la municipalité régionale de comté de Maskinongé.
Les gentilés sont nommés Léonais et Léonaises tandis que les gentilés de Saint-Léon-le-Grand en Mauricie sont nommés Léongrandais et Léongrandaises.

## Histoire
Le territoire a d'abord été une concession forestière appartenant à la compagnie Price. Les premiers colons arrivèrent en 1896 de Baie-des-Sables, de Cap-Chat, de Sainte-Félicité, de Chicoutimi et du Lac-Saint-Jean. Dans la fin des années 1880, Jos Néron, François Gagné, Eusèbe Gagnon, Polyte Bouchard, Louis Girard, Henri Desbiens, Achille Potvin, Polyte Bouchard (le grand) et Hector Desbiens sont les premiers pionniers de la région. La mission catholique fut fondée en 1901. À l'inverse de la coutume, l'érection civile a eu lieu avant l'érection canonique de la paroisse. La municipalité fut fondée civilement officiellement le 12 août 1903 tandis que la paroisse fut érigée canoniquement quatre ans plus tard, le 9 décembre 1907. Cependant, les registres paroissiaux étaient ouverts depuis 1905. Pour sa part, le bureau de poste a été créé en 1903. La caisse populaire a été fondé le 15 juillet 1940. Un important incendie se déclara dans un commerce en 1941 et détruisit une douzaine d'habitations de Saint-Léon-le-Grand.

## Géographie
Saint-Léon-le-Grand est situé sur le versant sud de l'estuaire maritime du Saint-Laurent à 430 km au nord-est de Québec et à 300 km à l'ouest de Gaspé. Les villes importantes près de Saint-Léon-le-Grand sont Rimouski à 110 km et Mont-Joli à 80 km au nord-ouest ainsi que Matane à 75 km et Amqui à 12 km au nord. Saint-Léon-le-Grand est situé sur la route 195 à mi-chemin entre Lac-Humqui et Amqui. Le territoire de Saint-Léon-le-Grand couvre une superficie de 127 km2. La majeure partie de ce territoire est montagneuse et recouverte de forêts. Ce territoire faisait partie des cantons de Humqui et de Pinault.
La municipalité de Saint-Léon-le-Grand est située dans la municipalité régionale de comté (MRC) de La Matapédia dans la région administrative du Bas-Saint-Laurent. La paroisse éponyme de Saint-Léon-le-Grand est située dans l'Archidiocèse de Rimouski et, plus précisément, dans la région pastorale de La Matapédia. Saint-Léon-le-Grand fait partie de la région touristique de la Gaspésie dans la sous-région touristique de la vallée de la Matapédia.

### Topographie
Saint-Léon-le-Grand est sise au pied des montagnes qui forment la chaîne des Appalaches dans la section des monts Chic-Chocs.

### Hydrographie
La rivière Humqui traverse le territoire de Saint-Léon-le-Grand du sud-ouest au nord-est. Son affluent rive gauche, la Branche Nord(d), délimite le nord-ouest de la municipalité.

## Démographie
| 1996  | 2001  | 2006  | 2011 | 2016 | 2021 |
| ----- | ----- | ----- | ---- | ---- | ---- |
| 1 145 | 1 144 | 1 073 | 970  | 953  | 863  |

La population de Saint-Léon-le-Grand était de 1 073 en 2006 et de 1 144 en 2001. Cela correspond à une décroissance démographique de 6,2 %. 99 % de la population de Saint-Léon-le-Grand a le français en tant que langue maternelle ; le restant a une autre langue que le français et l'anglais comme langue maternelle. 3,8 % de la population maitrise les deux langues officielles du Canada.
29,7 % de la population de 15 ans et plus de Saint-Léon-le-Grand n'ont aucun diplôme d'éducation. 54,9 % de la population n'ont que le diplôme d'études secondaires ou professionnelles. Il y a des diplômés d'université habitant à Saint-Léon-le-Grand.

## Administration
Les élections municipales ont lieu tous les quatre ans et sont effectuées en bloc sans division territoriale.
| mandat    | fonction    | nom                        |
| --------- | ----------- | -------------------------- |
| 2013-2017 | maire       | M. Daniel Dumais           |
| 2013-2017 | conseillers |                            |
| 2013-2017 | #1          | M. Serge Imbeault          |
| 2013-2017 | #2          | Mme Nancy Paquin Lauzier   |
| 2013-2017 | #3          | Mme Colette Plourde        |
| 2013-2017 | #4          | Mme Claudette Plourde      |
| 2013-2017 | #5          | Mme Sarah-Christine Ayotte |
| 2013-2017 | #6          | M. Ghislain Martin         |

| Saint-Léon-le-Grand Maires depuis 2001                                                                               |                    |                        |          |
| Élection | Maire              | Qualité                | Résultat |
| 2001 | Jean-Guy Rioux     |                        | Voir     |
| 2005 | Michel McNicoll    |                        | Voir     |
| 2009 | Steve Lamontagne   |                        | Voir     |
| 2013 | Daniel Dumais      | Maire suppléant (2013) | Voir     |
| 2013 | Daniel Dumais      | Maire suppléant (2013) | Voir     |
| 2017 | Jean-Côme Lévesque |                        | Voir     |
| 2021 | Jean-Côme Lévesque | Voir                   |          |
| Élection partielle en italique Depuis 2005, les élections sont simultanées dans toutes les municipalités québécoises |                    |                        |          |

## Représentations politiques
Québec : Saint-Léon-le-Grand fait partie de la circonscription provinciale de Matapédia. Lors de l'élection générale québécoise de 2008, la députée sortante Danielle Doyer, du Parti québécois, a été réélue pour représenter la population léonaise à l'Assemblée nationale.
 Canada : Saint-Léon-le-Grand fait partie de la circonscription fédérale de Haute-Gaspésie—La Mitis—Matane—Matapédia. Lors de l'élection fédérale canadienne de 2008, le député sortant Jean-Yves Roy, du Bloc québécois, a été réélu pour représenter la population léonaise à la Chambre des communes.

## Économie

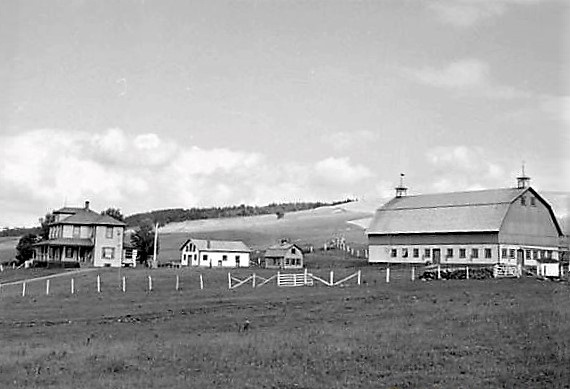
Ferme, 1948

L'économie de Saint-Léon-le-Grand tourne principalement autour de l'agriculture et de l'industrie forestière. Le sciage et la menuiserie sont aussi des activités importantes.

## Tourisme
Il y a plusieurs sentiers pédestres aménagés dans les montagnes à Saint-Léon-le-Grand.

## Personnalité connue
- Guylaine Bernier, rameuse d'aviron née à Saint-Léon-le-Grand en 1948.